# Trygghamna
Trygghamna est un fjord du Svalbard. 

## Géographie
Situé dans une baie de la Terre d'Oscar II au Spitzberg sur le côté nord d'Isfjorden et à l'est de Protektorfjellet (en), il est séparé de Ymerbukta (en) par la chaîne de montagne Värmlandryggen (en). Il mesure environ six kilomètres de long.

## Histoire
Les baleiniers l'ont fréquemment utilisés comme un havre sûr. Il y reste des ruines et des tombes des anciennes stations de chasse russes. De nombreuses tombes ont été pillées par les touristes. 